# Монтереале Валчелина
Монтереале Валчелина (итал. Montereale Valcellina) је насеље у Италији у округу Порденоне, региону Фурланија-Јулијска крајина.
Према процени из 2011. у насељу је живело 3541 становника. Насеље се налази на надморској висини од 304 м.

## Становништво
Према резултатима пописа становништва 2011. у општини је живело 4.517 становника.
| 1931. | 1936. | 1951. | 1961. | 1971. | 1981. | 1991. | 2001. | 2011. |
| ----- | ----- | ----- | ----- | ----- | ----- | ----- | ----- | ----- |
| 4.851 | 4.187 | 4.970 | 4.992 | 4.729 | 4.644 | 4.521 | 4.656 | 4.517 |